# Yuan (袁)

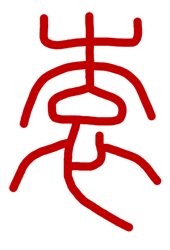
Het karakter "Yuan", in zegelschrift, circa 2e eeuw

Yuan, (Chinese karakter: 袁; spreek ongeveer uit als Yuuwen) is een Chinese achternaam die zijn oorsprong vindt in de Chinese riviergebied Huang He. Deze achternaam staat op de 59e plaats van de Baijiaxing. In de Volksrepubliek China staat de achternaam op plaats 37 van de meest voorkomende achternamen. In Hongkong wordt deze achternaam door HK-romanisatie geromaniseerd als Yuen. Volgens een mythe zijn de mensen met deze achternaam nakomelingen van Shundi en hadden zij oorspronkelijk de achternaam Gui/妫. In Sichuan, Huabei en Jiangnan hebben veel mensen de achternaam 'Yuan'. Er zijn in China 6,5 miljoen mensen met de achternaam Yuan (袁), oftewel 0,54% van de bevolking.
- Vietnamees: Viên
- Koreaans: Won/원
- Japans: En

## Bekende personen met de naam Yuan of Yuen
- Yuan Dehui
- Yuan Shikai (1859 – 1916)
- Yuan Jiagu (1872 – 1973)
- Yuan Wencai
- Yuan Muzhi (1909 – 1978)
- Luke Chia-Liu Yuan (1912 – 2003)
- Yuan Baohua
- Yuan Longping
- Yuan Zhongyi
- Yuan Weishi
- Yuan Xuefen
- Yuan Weimin
- Yuan Shoufang
- Yuen Mo
- Yuen Woo-ping
- Yuan Boping
- Yuan Yida
- Yuan Guiren
- Henry Yuen
- Yuan Hongbing
- Yuan Baojing (1966 – 2006)
- Anita Yuen
- Fiona Yuen
- Yuan Quan